# Chactas
Chactas es un género dentro de la familia Chactidae descrito por Gervais en 1844, dentro de este mismo grupo, junto con otros géneros como Teuthraustes, y Vachoniochactas.

## Descripción
Surcos del caparazón vestigiales, más acentuados el medioposterior y los posterotrasversos, dos ojos laterales desarrollados, tricobotrias ventrales en la quela. 17 tricobotrias externas en las tibias palpares, y 5, raramente 6 o 7, ventrales. Lado ventral de los telotarsos recorridos por una fila de cerdas espiniformes o tubérculos, ambos espaciados, o recorridos por una densa fila de cerdas. Peines con o sin fulcros. Estigmas elípticos. Carenas de los segmentos caudales de I al IV con variada acentuación; generalmente las ventrales y lateroventrales de los segmentos I y II ausentes. Telson sin tubérculo bajo el aguijón. Las especies poseen gran dimorfismo sexual en los pedipalpos y peines.

## Especies
- Chactas adornellae Rossi, 2014
- Chactas aequinoctialis (Karsch, 1879)
- Chactas alarconi González-Sponga, 2003
- Chactas barbacoensis González-Sponga, 1987
- Chactas barravierai Lourenço, 1997
- Chactas braziliensis Lourenço, Aguiar & Franklin, 2005
- Chactas brevicaudatus (Karsch, 1879)
- Chactas brownelli Lourenço, 1997
- Chactas campoeliasensis González-Sponga, 2006
- Chactas chabasquensis González-Sponga & Wall-González, 2007
- Chactas choroniensis González-Sponga, 1978
- Chactas chrysopus Pocock, 1893
- Chactas exsul (Werner, 1939)
- Chactas ferruginosus González-Sponga, 1984
- Chactas gansi González-Sponga, 1974
- Chactas gestroi Kraepelin, 1912
- Chactas granulosus González-Sponga, 2007
- Chactas guinandcortesi González-Sponga, 2003
- Chactas hatilloensis González-Sponga, 2007
- Chactas hauseri Lourenço, 1997
- Chactas interpuncta González-Sponga, 1987
- Chactas iutensis González-Sponga, 2008
- Chactas karschii Pocock, 1893
- Chactas keyserlingii Pocock, 1893
- Chactas koepckei Lourenço & Dastych, 2001
- Chactas laevipes (Karsch, 1879)
- Chactas latuffi González-Sponga, 1976
- Chactas lepturus Thorell, 1876
- Chactas major Kraepelin, 1912
- Chactas mahnerti Lourenço, 1995
- Chactas maimirensis González-Sponga & Wall-González, 2007
- Chactas marinae González-Sponga, 1987
- Chactas mauriesi Lourenço & Florez, 1990
- Chactas moreti Lourenço, 2014
- Chactas ozendai Lourenço, 1999
- Chactas oxfordi González-Sponga, 1978
- Chactas platillonensis González-Sponga & Wall-González, 2007
- Chactas raymondhansi Francke & Boos, 1986
- Chactas reticulatus Kraepelin, 1912
- Chactas rogelioi González-Sponga, 1972
- Chactas rubrolineatus Simon, 1880
- Chactas scabrimanus Kraepelin, 1912
- Chactas setosus Kraepelin, 1912
- Chactas simonii Pocock, 1893
- Chactas tumaquensis González-Sponga & Wall-González, 2007
- Chactas vanbenedenii (Gervais, 1843)
- Chactas venegasi González-Sponga, 2008
- Chactas viloriai Rojas-Runjaic, 2004
- Chactas turguaensis González-Sponga, 2007
- Chactas yaupi Lourenço, 2014
- Chactas yupai González-Sponga, 1994